# Patillas (Patillas)
Patillas es un barrio-pueblo ubicado en el municipio de Patillas en el estado libre asociado de Puerto Rico. En el Censo de 2010 tenía una población de 2279 habitantes y una densidad poblacional de 1.792,11 personas por km².

## Geografía
Patillas se encuentra ubicado en las coordenadas 18°0′33″N 66°0′52″O / 18.00917, -66.01444. Según la Oficina del Censo de los Estados Unidos, Patillas tiene una superficie total de 1.27 km², que corresponden a tierra firme.

## Demografía
Según el censo de 2010, había 2279 personas residiendo en Patillas. La densidad de población era de 1.792,11 hab./km². De los 2279 habitantes, Patillas estaba compuesto por el 65.91% blancos, el 16.98% eran afroamericanos, el 0.75% eran amerindios, el 0.22% eran asiáticos, el 0.04% eran isleños del Pacífico, el 13.12% eran de otras razas y el 2.98% pertenecían a dos o más razas. Del total de la población el 99.39% eran hispanos o latinos de cualquier raza.